# Drypetes porteri
Espèce
Synonymes
- Hemicyclia porteri Gamble[1]

Statut de conservation UICN

 EN B1+2c : En danger
Drypetes porteri est une espèce de plantes à fleurs de la famille des Putranjivaceae.

## Publication originale
- Das Pflanzenreich 147,15(Heft 81): 268. 1922.